# Glympis subterminalis
Glympis subterminalis är en fjärilsart som beskrevs av George Francis Hampson 1924. Glympis subterminalis ingår i släktet Glympis och familjen nattflyn. Inga underarter finns listade i Catalogue of Life.